# Petit-Verly
Petit-Verly település Franciaországban, Aisne megyében. Lakosainak száma 156 fő (2022. január 1.). Petit-Verly Grougis, Mennevret, Tupigny, Vadencourt és Grand-Verly községekkel határos.

## Népesség
A település népességének változása:
| Lakosok száma | 199  | 153  | 150  | 195  | 175  | 162  | 149  | 138  | 144  | 156  |
|               | 1968 | 1982 | 1990 | 2006 | 2013 | 2015 | 2017 | 2019 | 2020 | 2022 |